# Eduardo Leite
Eduardo Figueiredo Cavalheiro Leite (Pelotas, 10 de marzo de 1985) es un abogado y político brasileño, afiliado al Partido Social Democrático (PSD). Desde 2019 es gobernador de Río Grande del Sur. Fue alcalde de Pelotas entre 2013 y 2017.

## Familia y educación
Eduardo Leite nació el 10 de marzo de 1985, en Pelotas, siendo el hijo menor de la profesora de ciencias políticas Eliane y del abogado José Luiz Marasco Cavalheiro Leite, conocido por su apellido materno «Marasco». Su padre se presentó a la alcaldía de Pelotas en 1988, por el PSDB, ocasión en que resultó en la última posición. Leite es licenciado en Derecho por la Universidad Federal de Pelotas.Actualmente desde 2020 tiene una relación sentimental con el médico endocrinólogo pediátrico Thalis Bolzan.

## Carrera política
Eduardo Leite comenzó su carrera política en el movimiento estudiantil de secundaria, siendo presidente del consejo estudiantil del Colegio São José. En 2004, cuando tenía diecinueve años, se presentó a concejal, obteniendo 2937 votos y siendo elegido en la primera suplencia. Después de la elección, integró la Secretaría Municipal de Ciudadanía durante el gobierno de Bernardo de Souza, y fue jefe de gabinete del alcalde Fetter Junior.
Postuló nuevamente al cargo de concejal (edil) en las elecciones municipales de 2008, siendo esta vez electo como titular con 4095 votos. Como concejal, presentó proyectos destacados, como el de la transparencia de los gastos públicos, el Código de Ética de la Cámara, y el de la publicación y la reducción de las tarifas del legislativo municipal. Además, fue el líder de la bancada del PSDB y el presidente de la cámara municipal en 2011.
Se presentó, sin éxito, a diputado en las elecciones generales de 2010, obteniendo 21 372 votos.

### Alcalde de Pelotas
En las elecciones municipales de 2012, fue candidato a la alcaldía de Pelotas por la coalición Pelotas de Cara Nova. La candidata a vicealcaldesa fue la maestra de educación superior Paula Schild Mascarenhas, del PPS. La candidatura de Leitas se presentó con un discurso de la innovación, y tuvo como prioridades la salud y la educación. En julio, una investigación del periódico Correio do Povo, realizada junto con el Instituto Methodus, mostró a Eduardo en el tercer lugar, con el 16,8%. En septiembre, Eduardo tenía un 33,3% de las intenciones de votos, pasando a liderar las encuestas. En la primera vuelta, recibió 77 026 votos (39,89%), clasificándose para la segunda vuelta con Fernando Marroni. En la segunda vuelta confirmó su favoritismo y fue elegido con 110 823 votos (57,15%), siendo la mayor votación de la historia de la ciudad.
El 1 de enero de 2013, Leite asumió el cargo en una ceremonia celebrada en la Plaza Coronel Pedro Osorio, convirtiéndose en el alcalde más joven de la historia de Pelotas.
El 26 de mayo de 2016, en la misma semana en que las encuestas indicaban una aprobación de 60% a su gestión y siendo considerado como el principal candidato para los comicios de 2016, Leite anunció que no buscaría la reelección, dejando el lugar a su vicealcaldesa, Paula Schild Mascarenhas, quien fue elegida alcaldesa en la primera vuelta de las elecciones municipales de 2016 con 59,86% de los votos. Mascarenhas asumió el 1 de enero de 2017.

### Gobernador de Río Grande del Sur
El 11 de noviembre de 2017, Leite fue elegido presidente del PSDB en Río Grande del Sur. Durante la misma convención, fue postulado como precandidato a la gubernatura del estado. A inicios de agosto, el PSDB confirmó su candidatura.
En las elecciones estatales de 2018, logró clasificarse a segunda ronda junto a José Ivo Sartori. Fue elegido gobernador del estado con 3 128 317 votos (53,62%).
El 1 de enero de 2019, Leite asumió como gobernador de Río Grande del Sur.
El 1 de julio de 2021, en una entrevista para el programa Conversa com Bial de TV Globo, asumió su homosexualidad, siendo el primer gobernador brasileño en hacer pública esta orientación.